# Glodi Lugungu
Glodi Lugungu (DR Congo, destijds Zaïre, 17 juni 1992) is een Nederlands komiek.
Hij kwam als peuter met het hele gezin als politiek vluchteling uit Congo naar Nederland en groeide op in Dommelen in een christelijk Congolees gezin met 9 kinderen. Hij werd opgevoed als voetballer en kwam in het selectieteam. Daar merkte hij dat hij in de kleedkamer meer succes had met grappenmaken, dan op het veld. Hij studeerde architectuur, maar zette uiteindelijk de stap van voetballen en bouwkunde naar een leven als artiest en werd komiek. Na een succesvolle auditie werd hij aspirant-lid bij Toomler/Comedytrain. In 2018 werd hij er vaste komiek en kreeg al gauw erkenning voor zijn comedytalent.

## Erkenning
- 2018 - Wim Sonneveldprijs van het Amsterdams Kleinkunst Festival, zowel juryprijs als publieksprijs
- 2020 - Uitgeroepen door de Volkskrant tot het grootste aanstormende comedytalent van 2020

## Trivia
- Tijdens de corona-pandemie ontwierp Lugungu kleding.
- Glodi Lugungu was deelnemer bij het televisieprogramma Maestro (seizoen 2023/2024).